# Alvarez Kelly
Alvarez Kelly is een Amerikaanse western uit 1966 onder regie van Edward Dmytryk.

## Verhaal
Alvares Kelly wordt tijdens de Amerikaanse Burgeroorlog als veedrijver ingehuurd om een kudde af te leveren bij een bolwerk van het noordelijke leger in Virginia. Aan het einde van zijn tocht wordt Kelly ontvoerd door de mannen van kolonel Rossiter. Hij wil dat Kelly vee steelt voor de geconfedereerde troepen.

## Rolverdeling
| Acteur          | Personage        |
| --------------- | ---------------- |
| William Holden  | Alvarez Kelly    |
| Richard Widmark | Kolonel Rossiter |
| Janice Rule     | Liz Pickering    |
| Victoria Shaw   | Charity Warwick  |
| Patrick O'Neal  | Majoor Steadman  |
| Roger C. Carmel | Ferguson         |
| Richard Rust    | Sergeant Hatcher |